# Aucklandi baptista imaház
Az aucklandi baptista imaház épülete 1885-ben készült el a legnagyobb új-zélandi város főutcája, a Queen Street és a Karangahape Road sarkán, a város központi üzleti negyedének a szélén.

## Története
Az aucklandi baptista közösség 1855-ben alakult és az 1880-as évek elejére kinőtt kis kápolnáját. Egy új templom céljára kiválasztották a gyorsan fejlődő város főutcájának egyik kiemelkedő pontját, úgy, hogy a leendő homlokzat látható legyen már a kikötőből. A tervező Edmund Bell helyi építész volt, akinek terveit a londoni Metropolitan baptista templom és a római Pantheon inspirálta. Az építkezés mindössze egy évet vett igénybe, pedig a korabeli város egyik legnagyobb épülete lett, 1500 személyt befogadó nagyteremmel. A neoklasszikus stílusú templom óráját Greenwichben készítették. A mennyezet díszítésében nagy részt vállalt Charles Blomfield festő, belsőépítész, aki műhelye, műterme az épület szomszédságában helyezkedett el.
Az imaház 1885. május 12-én nyílt meg.

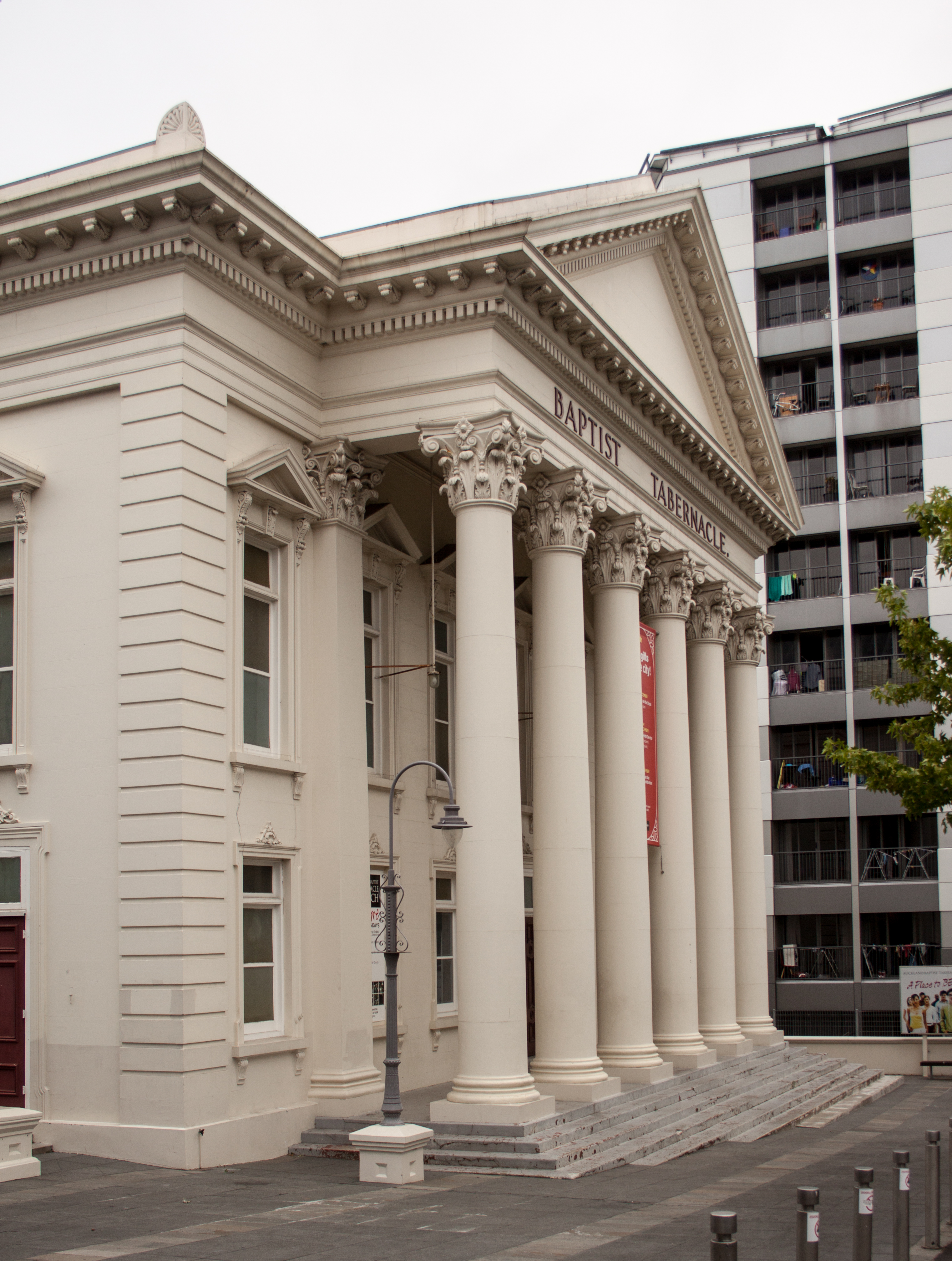
Az épület a modern városi környezetben

## Fordítás
- Ez a szócikk részben vagy egészben a Auckland Baptist Tabernacle című angol Wikipédia-szócikk ezen változatának fordításán alapul.  Az eredeti cikk szerkesztőit annak laptörténete sorolja fel. Ez a jelzés csupán a megfogalmazás eredetét és a szerzői jogokat jelzi, nem szolgál a cikkben szereplő információk forrásmegjelöléseként.